# Alqueire
Alqueire (del árabe al kayl) designaba originalmente una de las bolsas o cestas de carga que se ponía, atadas sobre el dorso a ambos los lados de los animales usados para transporte de carga.
Luego, el contenido de aquellas cestas o bolsas, más o menos estandarizadas por la capacidad de los animales utilizados en el transporte, fue tomada como medida de sacos, especialmente granos, y después acabaron designando el área de tierra necesaria para el plantío de todas las semillas en ellas contenidas.

## Portugal
En el tiempo del Condado Portucalense, el alqueire era una medida nueva que había acabado de ser importada de las regiones peninsulares bajo dominio árabe. La primera referencia explícita fecha del año 1111, no obstante es seguro que el sistema usado desde finales del siglo XI ya incluía un alqueire. Muy probablemente, en esta época, la palabra alqueire aún debía designar una medida única y bien conocida. Algunos años después, tal vez ya existiesen diferentes alqueires, razón por la cual las posturas municipales de Coímbra, de 1145, estipulan que el alqueire (de cereal) debería tener el peso de 6.5 libras, o ya sea, una capacidad en torno a los 3,4 litros.
A lo largo de la mayor parte de la primera dinastía, reinados de Don Afonso Henriques hasta Don Afonso IV, el alqueire legal será equivalente al modius romano, o sea cerca de 8,7 litros.
Entretanto, el alqueire legal estaba lejos de ser usado en todo el territorio. Don Pedro I (1357) introdujo un nuevo alqueire de 9,8 litros e intentó imponerlo a todo el reino. Ese alqueire tuvo de hecho una mayor divulgación que el anterior alqueire legal, no obstante no llegó a generalizarse en todo el territorio.
Con Don Manuel I (1499), el alqueire legal pasó a ser el de Lisboa, que equivalía a 13,1 litros. Don Sebastião I (1575) distribuyó padrones de este alqueire, en bronce, en las principales localidad del reino. Así mismo, sobrevivieron diversos padrones regionales del alqueire.
Más tarde, probablemente en la secuencia del terremoto de 1755, la capacidad del alqueire de Lisboa fue ajustada, aproximándose de los 13,9 litros, el que permitiría una más fácil conversión para el sistema castellano.
Los principales padrones del alqueire usados en diferentes regiones de Portugal en el siglo XIX eran los siguientes:
- 13,1 litros en el litoral entre Aveiro y Lisboa
- 13,9 litros, un poco por todo el país
- 14,9 y 15,7 litros, sobre todo en el interior y en el sur
- 17,0, 17,5 y 19,3 litros, casi exclusivamente en el Entre-Douro-e-Minho

A nivel local, se usaba una infinidad de variantes de estos padrones principales.
La introducción del sistema métrico decimal, en el siglo XIX, no impidió que continuasen siendo usados los alqueires tradicionales.
Desde la Edad Media, el alqueire fue también una unidad de superficie. Normalmente, un alqueire de superficie era el área de terreno que se sembraba con un alqueire de semillas.

## Brasil
En el Brasil colonial el alqueire pasó a ser ejecutado con una trama de tacuara, consistindo en una cesta bastante robusta, en las cuales se transportaba principalmente maíz y frijol, en regiones donde muchas veces no había rutas. Pero en este proceso, el nombre cayó en desuso por la adopción de otros términos. 
Cuando el alqueire fue convertido de medida de sacos a una medida de área, primero fue subdividido en cuatro cuartas partes o quartas (cuarta de suelo) y después en unidades menores convirtiéndolas en litros ya con vistas a la adopción del sistema métrico. Entretanto una quarta correspondía en el Brasil de 12,5 a 13,8 litros.
Para empeorar la confusión, en São Paulo prevalecía el entendimento de que la medida agrária debería representar uno de los alqueires originales y en Minas Gerais prevaleció el entendimento de que debería representar el inseparable par de alqueires, razón por la cual hasta hoy se conocen como alqueire paulista el área correspondiente a 24.200 metros cuadrados y alqueire mineiro, que corresponde a 48.400 metros cuadrados, como expresiones de la concepción original del área de tierras, ya convertida en brazas cuadradas, subdividida en palmos cuadrados. Como si no bastase, aún existe el alqueire del norte (27.225 metros cuadrados) y el alqueire baiano (96.800 metros cuadrados).
A pesar de la adopción y exigencia legal del sistema métrico decimal, en el Brasil rural aún es común cuantificar el área de propiedades rurales y plantaciones en alqueires al contrario de hectáreas. Esas mediciones son un tanto arbitrárias, pero existen y el propio Ministerio del Desarrollo Agrário realizó una compilación de las medidas existentes.
- Tabla de Medidas Agrárias No Decimales[1]

|           | Designación       | Brazas     | Metros        | Hectáreas | Estados                                         |
| 1         | Alqueire          | 50 x 50    | 110 x 110     | 1,21      | SP, MG                                          |
| 2         | Alqueire          | 50 x 75    | 110 x 165     | 1,82      | MG, MT                                          |
| 3         | Alqueire do Norte | 75 x 75    | 165 x 165     | 2,72      | Todos                                           |
| 4         | Alqueire          | 75 x 80    | 165 x 175     | 2,90      | MG                                              |
| 5         | Alqueire          | 79 x 79    | 173,8 x 173,8 | 3,02      | MG                                              |
| 6         | Alqueire          | 80 x 80    | 176 x 176     | 3,19      | ES, SP, MG                                      |
| 7         | Alqueire          | 75 x 100   | 165 x 220     | 3,63      | RJ, MG                                          |
| 8         | Alqueire          | 100 x 150  | 220 x 330     | 7,26      | MG                                              |
| 9         | Alqueire Baiano   | 100 x 200  | 220 x 440     | 9,68      | MG, MT                                          |
| 10        | Alqueirão         |            |               |           |                                                 |
| 440 x 440 | 19,36             | MG, BA, GO |               |           |                                                 |
| 11        | Alqueire Paulista | 50 x 100   | 110 x 220     | 2,42      | MA, ES, RJ, SP, MG, PE, SC, RS, MT, GO, PR y PB |
| 12        | Alqueire Mineiro  | 100 x 100  | 220 x 220     | 4,84      | AC, RN, BA, ES, RJ, SP, SC, RS, MT, GO, TO, MG  |

El último paso en dirección a la precisión de las medidas agrárias en el Brasil está ocurriendo ahora, en final de 2004, también por exigencia legal, con implantación del nuevo Catastro de Casas Rurales (CNIR), con medidas y descripciones por el sistema de georreferenciación por coordenadas de satélites (GPS)